# Abargo
Abargo es un despoblado situado dentro del municipio de Biel, en las Cinco Villas, al norte de la provincia de Zaragoza (Aragón, España).

## Historia
Según Agustín Ubieto Arteta, la primera cita del lugar data del año 1073, recogida en la obra de María Pilar Jerez Martín Documentación particular pinatense de 1063 a 1095, trabajo de licenciatura, Facultad de Filosofía y Letras de la Universidad de Valencia, curso 1959-1960.